# Предатор 6
Предатор 6 (енгл. Predator: Badlands), предстојећи је, амерички филм из 2025. у режији Дена Трахтенберга.

## Радња
У будућности, на удаљеној планети, млади Предатор, изгнаник из свог клана, проналази неочекиваног савезника у Тији и креће на опасно путовање у потрази за крајњим противником.